# 밀리초 펄사
밀리초 펄사(영어: millisecond pulsar, MSP)는 약 40밀리초 미만의 회전 주기를 가지고 있는 펄사를 일컫는다. 밀리초 펄사는 라디오선, X선, 감마선 일부를 포함한 전자기 스펙트럼이 감지된다. 밀리초 펄사의 기원에 대한 주도적 이론은 이들이 나이들고, 빠르게 회전하는 중성자별들로, 근접한 쌍성계에서 동반성으로부터 물질의 첨가를 통해 회전하거나 "재사용" 되어왔다. 이러한 이유로 밀리초 펄사는 재활용된 펄사(recycled pulsars)라고 불리기도 한다.
밀리초 펄사는 낮은 질량의 엑스선 쌍성계와 관련있다고 생각되어왔다. 이 종류의 X선은 로슈 엽을 넘치게 한 쌍성 외층에 의해 생성된 중성자별의 점착 원반에 의해 방출되는 것으로 여겨진다. 이 현상에서 각운동량의 움직임은 이론적으로 밀리초 펄사에서 관찰되는 것처럼, 강착으로부터 펄사의 회전율을 초당 수백 번으로 증가시킬 수 있다.
하지만, 표준 진화 모델이 모든 밀리초 펄사의 진화를 설명하는데 실패한 최근의 증거가 있다. 예시로 PSR B1937+21과 같이 특히 자기장이 비교적 높은 어린 밀리초 펄사와 같은 것이 있다. 뷜렌트 키질턴(Bülent Kiziltan)과 and S. E. Thorsett이 서로 다른 밀리초 펄사들은 적어도 두 개의 뚜렷한 과정에 의해 형성되어야 하는 것을 보여주었다. 그럼에도 자연적인 다른 과정들은 미스터리로 남아 있다.

구상성단인 Terzan 5

많은 밀리초 펄사들은 구상성단에서 발견된다. 밀리초 펄사의 형성 과정에 대한 주장이 일치한다. 이것은 그들의 형성에 대한 스핀업 이론과 일치한다. 극단적으로 높은 항성 밀도로서, 이러한 군집들 중에서 펄사가 거대한 동반성(또는 포획)을 가질 가능성이 훨씬 높다는 것을 의미한다. 현재 구상성단 안에는 거의 130개의 밀리초 펄사가 있다고 알려져 있다. 구상성단 Terzan 5에는 37개가 포함되어 있고 큰부리새자리 47는 22개의 밀리초 펄사가, M28과 M15에는 각각 8개의 펄사가 존재한다.
높은 정밀도로 시간을 측정할 수 있는 밀리초 펄사는 평균적으로 수십년에 걸쳐서 원자 시계 기반의 시간 표준과 비슷한 안정성을 갖는다. 이는 또한 환경에 대한 매우 민감한 탐사로 만든다. 예를 들어, 그들 주위의 궤도에 놓여진 어떤 것이든, 펄사는 지구 도착 시간에 주기적인 도플러 이동을 유발하며, 이것은 동료의 존재를 나타내도록 분석할 수 있고 충분한 데이터로 궤도와 물체의 질량을 정확하게 측정할 수 있다. 이 기술은 매우 민감해서, 소행성만큼 작은 물체라도 밀리초 펄사의 궤도를 돌게 된다면 감지될 수 있다. "정상적인" 태양과 같은 별 주위의 외계 행성들이 처음 발견되기 몇 년 전에, 최초로 확인 된 외계 행성들은 밀리초 펄사 PSR B1257+12 주위의 궤도에서 발견되었다. 이 행성들은 수년 동안 태양계 외부에서 알려진 유일한 지구 질량의 물체였다. 그중 하나인 PSR B1257+12 D는 달과 비교할 만할 정도로 질량이 훨씬 작으며 오늘날에도 태양계 바깥에 존재한다고 알려진 가장 작은 물체 중 하나이다.

## 펄사 회전 속도의 제한
첫 번째 밀리초 펄사인 PSR B1937+21은 1982년 베커(Backer et al.)에 의해 발견되었다. 1초에 641번 거칠게 회전했고 이것은 이제까지 발견되었던 200개 가량의 펄사 중에서 두 번째로 빠른 속도로 자전하는 밀리초 펄사로 남게 되었다. 2005년 발견된 펄사 PSR J1748-2446ad는 2012년, 현재로서 가장 빠른 속도로 회전하는 펄사로 알려졌다. 이는 1초마다 716번 회전하는 속도이다.
현재 중성자별의 구조와 진화에 대한 이론으로는 펄사가 초당 1500회 이상의 회전 속도로 돌면 분해될 것이라고 예측하고 있다. 그리고 초당 1000회가 넘는 속도로 펄사는 중력으로 생성된 방사선에 의해 에너지를 잃게 될 것이고, 펄사가 더 빨리 가속하게 만들 것이다.
하지만 2007년 초 데이터에서는, Rossi X-ray 시간 탐사기와 INTEGRAL 우주선이 1122헤르츠에서 회전하는 중성자별 XTE J1739-285를 발견했다. 결과는 통계적으로 유의하지 않으며 유의 수준은 3 시그마 밖에 되지 않는다. 따라서 추가 관찰을 위한 흥미로운 후보이지만 현재 결과는 이러한 형식으로선 결론으로 이르지 못한다. 그래도 여전히 중력 방사선이 회전 속도를 늦추는 역할을 하는 것으로 여겨진다. 또한, 초당 599번 회전하는 엑스선 펄사인 IGR J00291+5934는 훗날 이러한 파장을 감지하는 데 도움이 되는 주요 후보가 될 수 있다. 대부분의 엑스선 펄사는 초당 약 300번으로 회전하기 때문이다.